# Анкирский собор (314)

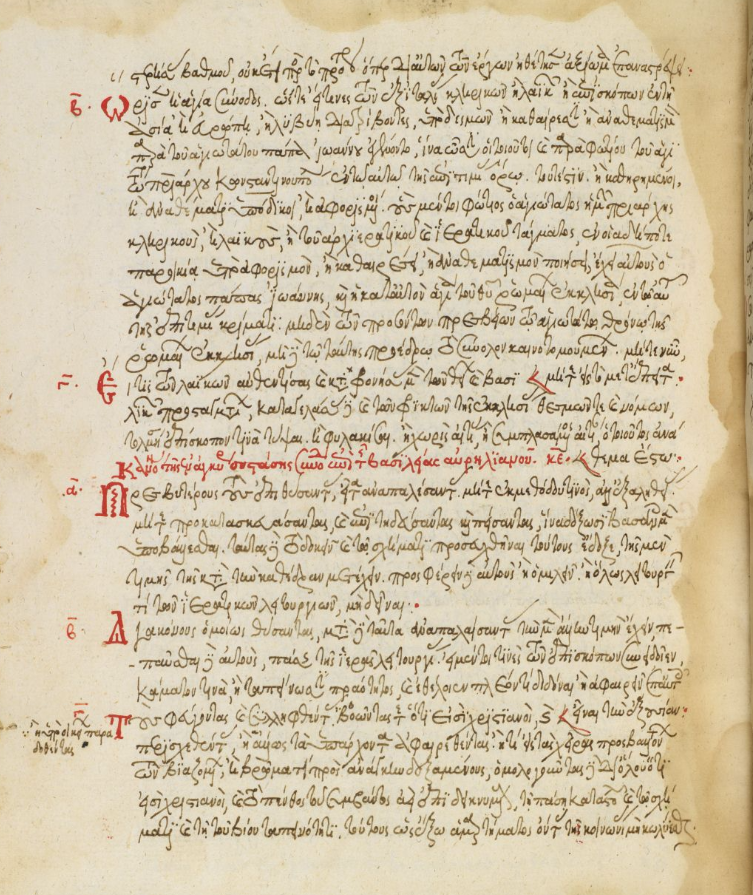
Правила Анкирского собора. Греческая рукопись, ноябрь 1600 года. Британская библиотека.

Анки́рский собо́р (греч. Σύνοδος ἐν Ἀγκύρᾳ τῆς Γαλατίας — «собор в Анкире Галатийской») — Поместный собор христианской церкви, состоявшийся 314 году в городе Анкире (современная Анкара). В работе Собора принимали участие 18 епископов из Малой Азии и Сирии, председательствовал Виталий Антиохийский или Маркелл Анкирский. Собор был созван после Великого гонения и рассматривал вопросы возвращения в церковное общение лиц, отрёкшихся в ходе гонений от христианства, а затем попросивших о своём возвращении в общину.
Собором были приняты 25 правил, вошедших в Православной церкви в общий свод церковного права. Правила Собора разделяют на:
- в отношении приёма падших (1-9, 12 правила); определяют различный порядок их приёма в общину и определяют епитимии в зависимости от обстоятельств их проступков. Пресвитеры и диаконы, совершившие отступничество, но затем раскаявшиеся и претерпевшие мучения за веру, сохраняют свой священный сан, но лишаются права священнодействия. Лиц, кому насильно вложили в руку или рот идоложертвенное, разрешается принимать в общину немедленно. В отношении прочих установлены следующие сроки покаяния: участвовавшим в языческих жертвоприношениях по малодушию, но с радостным лицом и в праздничных одеждах — шесть лет покаяния и отлучение от причастия, участвовавшим со скорбью и не евшим идоложертвенного -- два года покаяния и на четвёртый год допущение до причастия, евшим идоложертвенную пищу — три года покаяния.
- вопросы церковного управления, нравственные и дисциплинарные нарушения; из важнейших по данным вопросам выделяют запрет хорепископам (викарным епископам) совершать диаконские и пресвитерские хиротонии без разрешения правящего епархиального архиерея, а также рукоположение клириков в другие епархии без согласия их епископа (13-е правило). Собор определил, что клирики, воздерживающиеся от употребления мяса, должны хоть раз его попробовать, чтобы показать что не гнушаются им, а затем могут продолжить свой отказ от употребления его в пищу. За нарушение данного правила предписано извержение виновного из сана (14-е правило).